# 微唇姜属
微唇姜属（学名：Nanochilus）为薑科的一个属。 該物種於 1869年由弗里德里希·安東·威廉·米克爾（Friedrich Anton Wilhelm Miquel）以Hedychium palmanicum的名稱進行描述。

## 物种
本属包括以下物种：
- 矮唇姜 Nanochilus palembanicus (Miq.) K.Schum.